# Cronologia de Terra Lliure
L'organització independentista armada Terra Lliure va estar activa durant tretze anys, del 1980 al 1992, en què va cometre més de dues-centes accions, causar un mort, Emília Aldomà i Sans, i una desena de ferits. Durant tots aquells anys, la policia va detenir més de tres-cents independentistes acusats de pertànyer o col·laborar amb Terra Lliure.

## 1979
- 26 de gener: Atracament frustrat a un transport de fons de Banca Catalana. La Policia Nacional dispara tres trets a Martí Marcó a la cruïlla del carrer del Bruc i el carrer de la Diputació mentre ell, Quim Pelegrí i Frederic Bentanachs fugien amb un Renault 4L. Ferit de mort, ingressa a l'Hospital Clínic de Barcelona. Els seus dos companys d'escamot aconsegueixen escapar-se.
- 29 de gener: Mort de Martí Marcó a l'Hospital Clínic de Barcelona a conseqüència de tres impactes de bala disparats per la Policia Nacional.
- 2 de juny: Mort de Fèlix Goñi i Roura, "Bruc", quan li explotà l'artefacte manipulava en una acció armada frustrada en concessionari de Renault del carrer Regàs de Barcelona. La policia desarticula una cèl·lula de Terra Lliure amb la detenció de diversos militants de l'organització.[5]
- 11 de setembre: Comunicat dels patriotes catalans empresonats adreçat a l'acte independentista del Fossar de les Moreres. La policia va dissolre la concentració a la força per aturar la lectura d'aquest manifest.

## 1980
- 25 de juliol: Accions contra oficines de FECSA a Barcelona i Calella, coincidint amb una marxa antinuclear a Ascó.
- 10 de setembre: Acció contra la Delegació Provincial d'Educació i contra les oficines d'ENHER al barri de Gràcia a Barcelona.

## 1981
- 2 de gener: Accions contra transformadors de FECSA a Barcelona i Lleida i contra una torreta d'alta tensió al Prat de Llobregat.
- 12 d'abril: Atemptats contra FECSA a Terrassa i a Vilanova i la Geltrú.
- 21 de maig: Segrest de Federico Jiménez Losantos[6] a Santa Coloma de Gramenet a mans de dos membres de Terra Lliure. Jiménez Losantos, que anava amb una professora d'una escola de Santa Coloma de Gramenet on treballava la seva dona, va ser segrestat per dos individus armats amb pistoles mentre es dirigia cap a Barcelona. Va ser portat a un descampat proper, on va ser emmordassat i lligat en un arbre, juntament amb la professora, que va presenciar els fets. Pere Bascompte, membre de Terra Lliure, va acusar-lo d'anar contra els Països Catalans i, a continuació, va disparar-li un tret a la cama dreta. Després d'això, els segrestadors van fugir i la professora, que s'havia pogut deslligar, va córrer a demanar ajuda. Va passar els dos dies posteriors a l'Hospital Clínic de Barcelona abans de rebre l'alta. Pocs dies després, el mateix Jiménez Losantos i tota la plana major del "Manifiesto de los 2.300", marxaven de Catalunya. L'acció es realitza en represàlies per les activitats contra la llengua catalana del retingut, un dels redactors i impulsors del Manifiesto de los 2.300.
- 30 de maig: Atemptat contra el repetidor de TVE a Montserrat, la vigília del dia de les Fuerzas Armadas.
- 24 de juny: Accions a Girona, Salou i Reus contra les instal·lacions de FECSA. Artefacte contra un transformador elèctric de FECSA a Altafulla. Publicació de la seva primera proclama, l'anomenada "Crida de Terra Lliure", un document fet públic durant l'acte multitudinari que organitzà la Crida a la Solidaritat al Camp Nou i que es distribuí clandestinament de manera massiva entre els assistents. En aquesta declaració de principis ja s'esmenta la defensa de la terra, de la llengua, de la sobirania nacional, dels interessos com a treballadors i contra l'espanyolització de la societat catalana. Aquestes bases de l'organització armada acaben essent subscrites amb els crits d'"Independència o mort!", "Visca la lluita armada!" o "Una sola nació, Països Catalans!".
- 9 de setembre: Accions contra la Delegació d'Hisenda de Barcelona, la Magistratura de Treball de Barcelona, la Delegació d'Hisenda de Tarragona i els governs civils de València i Alacant.
- 9 d'octubre: Artefactes explosius contra la Delegació d'Ensenyament del Ministeri d'Educació d'Espanya i el Palau de Justícia de València. Destrucció d'una excavadora de l'empresa Exmop SA, que causava un fort impacte ecològic al massís del Pedraforca.
- 29 d'octubre: Acció contra la Diputació de Lleida. Artefactes contra els Montepíos Laborales i contra el Palau de Justícia de Barcelona.
- 9 de novembre: Col·locació d'explosius a la caserna de la Guàrdia Civil a Terrassa. Acció contra l'empresa Carbons Pedraforca SA.
- 3 de desembre: Primera detenció de membres de Terra Lliure. Aquestes detencions impliquen un replantejament a fons en l'organització i en les formes de treball, replantejament que es va posposant fins a la I Assemblea, celebrada gairebé un any més tard.

## 1982
- 8 de gener: Atemptats contra instal·lacions de FECSA a Cornellà de Llobregat i a Sant Cugat.[7]
- 25 de febrer: Artefacte explosiu contra la caserna de la Guàrdia Civil a Alcover.
- 1 de maig: Acció contra la Magistratura de Treball de Girona.
- 30 de maig: Artefacte explosiu contra l'oficina de l'INEM de Sant Feliu de Llobregat.
- Juliol: Artefactes explosius contra ENHER i FECSA a Barcelona i a Mollet del Vallès.
- 2 de setembre: Atemptat contra l'oficina d'ICONA a Barcelona.
- 16 i 17 de setembre: Celebració de la primera sessió de la I Assemblea de Terra Lliure al Rosselló.
- 13 i 14 de novembre: Celebració de la segona sessió de la I Assemblea de Terra Lliure al Rosselló.
- 15 i 16 de novembre: Descoberta d'un amagatall de Terra Lliure amb explosius i armament a la serra de Collserola per part de la Policia Nacional que, aplica la llei antiterrorista a diverses persones, però només Carles Benítez i Xavier Monton resten empresonats.

## 1983
- 20 d'abril: Acció contra la caserna de la Guàrdia Civil a Sitges.
- 2 de setembre: Atemptat contra l'oficina de FECSA al barri de Sants a Barcelona.
- 7 de setembre: Atacs amb llançaments de granades de morter contra la caserna de la Guàrdia Civil de Martorell i contra la caserna de la Policia de Casaramona a Barcelona.
- 8 de novembre: Atac amb morters contra la Delegació del Govern Espanyol i la caserna de la Policia de Casaramona a Barcelona.
- 12 de novembre: Artefacte explosiu contra els Jutjats de València.
- 15 de novembre: Accions contra dues oficines d'Hidroeléctrica Española a la ciutat de València.
- 2 de desembre: Artefacte explosiu contra una oficina de FECSA al barri de Sarrià de Barcelona.

## 1984
- 26 de gener: Celebració de la II Assemblea de Terra Lliure, en què s'aproven els Estatuts i la "Declaració de Principis de Terra Lliure".
- 20 de gener: Acció contra l'Oficina de Recaptació d'Impostos a Barcelona.
- 21 de gener: Col·locació d'un artefacte que va explotar a la comissaria de policia del barri de Gràcia de Barcelona.
- Febrer: Aparició del nº 1 de la publicació "Alerta, portaveu de Terra Lliure", revista on es publicarien els comunicats oficials, les accions dutes a terme i el que l'organització volia fer arribar al poble català.
- 10 de febrer: Explosió d'un artefacte i destrosses importants a l'oficina de FECSA al barri de Sant Andreu de Barcelona.
- 2 de març: Col·locació d'un artefacte que va destrossar un cotxe patrulla i un autocar de la policia estacionats al costat de la comissaria de les Drassanes de Barcelona.
- 20 d'abril: Un artefacte destrueix les instal·lacions que la Comandància Militar de la Marina Espanyola té a Castelldefels per a esplai dels seus oficials.
- 9 de maig: Artefacte contra l'oficina de l'INEM del carrer Vila Barberà a València.
- 12 de maig: Atemptats contra els bars El Jardín i Primar, els quals estaven involucrats en el tràfic d'heroïna a Barcelona. Artefacte contra l'edifici dels Jutjats de Barcelona.
- 13 de maig: Explosió d'un artefacte amb metralla a la delegació d'Hidroeléctrica Española a Sueca (Ribera Baixa).
- 21 de maig: Atemptat contra el despatx del professor Pedro Jesús de la Peña de la Peña, del departament de Filologia de la Universitat de València.
- 30 de maig: Atemptat contra l'oficina de recaptació d'impostos de la Diputació de València.
- 2 de juny: Publicació de l'article "El procés de constitució de l'MDT", on es planteja el projecte de construcció del Moviment de Defensa de la Terra.
- 15 de juny: Artefacte contra l'oficina de FECSA al barri de Sants a Barcelona.
- 26 de juny: Atemptat amb explosiu a la Delegació del Ministeri d'Obres Públiques i Urbanisme a València.
- 27 de juny: Atemptat amb explosiu a la Delegació de l'INEM de l'avinguda del Cid a València.
- 1 de juliol: Artefacte desactivat dirigit contra les oficines d'ENHER al barri de la Verneda de Barcelona.
- 10 de juliol: Sis accions coordinades, amb explosius contra empreses elèctriques a Sabadell, Molins de Rei, Terrassa, Sant Cugat del Vallès, Martorell i Rubí. Atemptat amb explosiu contra les oficines de l'empresa Copisa (Constructora Pirenaica SA) a Barcelona.
- 16 de juliol: Atemptat amb explosiu contra les instal·lacions d'Hidroeléctrica Española i contra l'oficina de l'INEM, a Torrent (Horta Oest) i contra la Delegació del Ministeri de Treball a Barcelona.
- 18 de juliol: Dos artefactes explosius contra la Delegació de l'INEM a Quart de Poblet (Horta Oest). Atemptat amb explosiu contra les instal·lacions que l'ajudantia de Marina té a Tortosa.
- 20 de juliol: Mort de Josep Antoni Villaescusa, membre de Terra Lliure, en esclatar-li l'enginy que estava instal·lant destinat a les oficines de l'INEM d'Alzira.
- 8 de setembre: Llançament amb morter d'una granada contra el Govern Civil de Barcelona. Llançament fallit d'una altra granada contra la caserna de la Policia Nacional de la plaça d'Espanya de Barcelona. Atemptat amb explosiu contra la caserna de la Guàrdia Civil de Santa Bàrbara (Baix Ebre).
- 27 de setembre: Atemptat amb explosius contra una caserna de la Guàrdia Civil a Sant Jaume d'Enveja (Baix Ebre).
- 2 de novembre: Atemptat amb dos artefactes explosius contra la Delegació de l'INEM al barri de Sants de Barcelona. Atemptat amb explosiu contra l'oficina de l'INEM de la plaça de Castella de Barcelona.[8]
- 28 de novembre: Atemptat amb explosiu contra la caserna de la Guàrdia Civil del Perelló, (Baix Ebre).

## 1985
- 14 de febrer: Atemptat contra la Delegació d'Hisenda de Ripoll.
- 2 de març: Atemptat contra l'empresa Citroën al barri de Gràcia de Barcelona.
- 25 de Març: Intervenció del Col·lectiu de Presos de Terra Lliure a un debat Organitzat d'un debat pel Club d'Opinió Arnau de Vilanova.[9]
- 22 d'abril: Atemptat contra els estudis de Miramar a l'edifici de TVE a Sant Cugat del Vallès.
- 20 de juliol: Comunicat en ocasió del primer aniversari de la mort d'en Toni Villaescusa.
- 27 de juliol: Artefactes explosius contra dues oficines de FECSA a Barcelona
- 28 d'agost: Atemptat amb bomba, desactivada pels artificiers de la Policia Nacional, contra l'oficina de l'INEM al barri de Gràcia de Barcelona.
- 31 d'agost: Atemptat amb un artefacte explosiu contra l'oficina de l'INEM a Figueres.
- 3 de setembre: Atemptat amb artefacte explosiu contra l'oficina de l'INEM a Vilafranca del Penedès.
- 4 de setembre: Atemptat amb explosiu contra l'oficina de l'INEM del carrer d'Aragó a Barcelona.
- 6 de setembre: Artefacte explosiu desactivat contra la seu de la patronal catalana Foment del Treball a Barcelona.
- 11 de setembre: Bomba-trampa desactivada per la policia, prop de la Comandància de Marina de la Rambla de Barcelona.
- 17 de setembre: Assalt armat i col·locació d'un artefacte explosiu a l'oficina de l'advocat ultradretà Esteban Gómez-Rovira.
- 30 d'octubre: Acció frustrada contra la Caserna de la Guàrdia Civil de Canet de Mar amb un artefacte explosiu que és descobert i desactivat.
- 29 de novembre: Artefactes explosius contra furgonetes de la Policia Nacional a Montjuïc (Barcelona).
- 6 de desembre: Artefacte explosius contra una oficina de l'INEM i la comissaria de la Policia Nacional al carrer Mallorca de Barcelona.
- 8 de desembre: Artefactes explosius contra l'oficina de l'INEM a Ripoll, desactivats per la Guàrdia Civil.
- 16 de desembre: Acció contra la comissaria de la Policia Nacional al carrer Mallorca a Barcelona. Mort de Quim Sànchez en esclatar-li la bomba que manipulava.
- 17 de desembre: Artefacte explosiu contra Telefónica a Vilafranca del Penedès.
- 18 de desembre: Acció contra una furgoneta de la Policia Nacional a la comissaria del carrer Dr. Dou a Barcelona.

## 1986
- 7 de gener: Artefacte explosiu contra la Delegació d'Hisenda a Arenys de Mar.
- 8 de gener: Artefacte explosiu contra les oficines del Jutjat a Blanes.
- 11 de gener: Artefacte explosiu contra la Delegació d'Hisenda de Mataró i contra l'oficina de l'INEM de la plaça de Lesseps de Barcelona. Concentració convocada pels CSPC i el Moviment de Defensa de la Terra davant la presó de la Trinitat, on resten empresonats els detinguts de la manifestació del dia 22 de desembre.
- Febrer: Detenció dels independentistes Toni Ribas i Joan Mateu, acusats de pertànyer a Terra Lliure
- 26 de febrer: Artefacte explosiu contra els locals de l'empresa Sanyo a Barcelona.
- 5 d'abril: Artefacte explosiu contra l'oficina de l'empresa Rank Xerox a Barcelona. Desactivat per artificiers de la Policia Nacional.
- 23 d'abril: Distribució del Manifest de Terra Lliure "A tot el poble català...".
- 7 de setembre: Artefacte contra l'Oficina Olímpica de Banyoles.
- 14 d'octubre: Artefacte explosiu contra el Banco Urquijo a Barcelona.
- 30 de novembre: Artefacte contra la casa quarter de la Guàrdia Civil d'Arenys de Mar. Desactivat per la Guàrdia Civil.

## 1987
- 18 de gener: Artefacte explosiu contra la seu del Banco Hispano Americano a Barcelona. Desactivat per artificiers de la Policia Nacional.
- 10 de febrer: Artefacte explosiu contra la Delegació d'Hisenda de la Via Laietana de Barcelona. Provoca nombroses destrosses materials.
- 14 de febrer: Artefacte explosiu contra una sucursal del Banco Hispano Americano a Barcelona. Desactivat per la Policia Nacional.
- 25 de febrer: Artefacte explosiu contra l'oficina de la companyia d'assegurances La Estrella de Seguros SA de Barcelona.
- 28 de febrer: Artefacte explosiu contra l'Audiència Territorial de Girona.
- 6 de març: Voladura del repetidor de TVE a Tossa de Mar.
- 13 d'abril: Artefacte explosiu contra una oficina de la Delegació d'Hisenda a Barcelona.
- 23 d'abril: Artefacte explosiu contra el repetidor de TVE a Olot.
- 25 d'abril: Atemptat amb explosiu contra l'oficina de l'INEM de la plaça de Castella de Barcelona.[10]

- 26 d'abril: Dos artefactes explosius contra dues unitats mòbils de TVE a València, que feien el seguiment informatiu de la Vuelta Ciclista a España.
- 8 de maig: Artefacte explosiu contra una oficina del Banc Central a Barcelona.
- 13 de juny: Col·locació de dos artefactes explosius a la caravel·la Santa María, al moll de la Fusta a Barcelona. Atemptat amb explosiu contra la seu de la Delegació d'Hisenda a la ciutat de València.
- 25 de juny: Artefacte explosiu contra l'oficina de la Delegació d'Hisenda a Igualada, que va quedar totalment destruïda. Tres vianants en van resultar ferits.
- 13 de juliol: Voladura del cotxe particular d'un membre de la Policia Nacional davant la seva residència.
- 25 de juliol: Artefacte explosiu contra l'oficina bancària del Banco Hispano Americano a Castelló de la Plana.
- 31 de juliol: Artefacte explosiu contra l'oficina bancària del Banco Hispano Americano de la Via Augusta a Barcelona.
- 4 d'agost: Artefacte explosiu contra l'oficina del Banco Santander de la Via Laietana a Barcelona. Al mateix edifici s'hi troben les oficines del Foment del Treball.
- 22 d'agost: Artefacte explosiu contra una excavadora de l'empresa Tubau SA.
- 30 d'agost: Artefacte explosiu contra el monument al Rei d'Espanya Juan Carlos I, a Sant Cugat del Vallès. Artefacte explosiu contra una caserna de la Guàrdia Civil a Barcelona.
- 5 de setembre: Artefacte explosiu a la porta principal de l'habitatge particular de Carlos Ferrer Salat. Desactivat pels artificiers de les Forces policials espanyoles.
- 10 de setembre: Artefacte explosiu contra les oficines dels Jutjats a les Borges Blanques. Emília Aldomà i Sans, de 62 anys, mor de resultes de l'accident en enderrocar-se una paret del seu domicili, situat al costat dels Jutjats.
- 6 d'octubre: Artefacte explosiu contra les oficines de la CTNE a València.
- 4 de novembre: Artefacte explosiu contra oficines de Viatges Melià a Barcelona, empresa propietat del holding Parretti, responsable d'atemptats ecològics a les Illes Balears.
- 25 de novembre: Artefacte explosiu contra unes instal·lacions de l'autopista Barcelona-Alacant, al seu pas per Alzira.
- 24 de desembre: Artefacte explosiu camuflat dins d'un paquet dirigit a l'advocat Esteban Gómez Rovira.
- 27 de desembre: Artefacte explosiu contra la rèplica de la caravel·la Santa María al port de Barcelona. Desactivat per les Forces policials espanyoles.
- 30 de desembre: Artefacte explosiu contra les instal·lacions d'un repetidor de comunicacions de la Guàrdia Civil a Pineda de Mar. Desactivat per membres d'aquest cos.

## 1988
- 26 de gener: Artefacte explosiu contra la caserna de la Guàrdia Civil a Orpesa, (Plana Alta).
- 7 de febrer: Artefacte explosiu contra l'empresa Agrolerida SA a Lleida en protesta per la seva actuació respecte als parcers de Montagut.[11]
- 1 de març: Artefacte explosiu contra la Delegació d'Hisenda a Castelló de la Plana.
- 11 de març: Artefacte explosiu contra el Bar Escobar, a la Via Trajana de Barcelona, local on es traficava habitualment amb droga.
- 17 de març: Col·locació d'una càrrega explosiva al Consolat britànic de Barcelona en solidaritat amb els tres membres de l'IRA assassinats a Gibraltar per cossos especials de l'exèrcit britànic.
- 28 de març: Destrucció amb artefactes explosius d'un vehicle de la Guàrdia Civil a l'Hospitalet de Llobregat i d'un transformador de FECSA a Barcelona. Inici de la campanya contra la presència del rei espanyol als actes de commemoració del Mil·lenari de la Independència de Catalunya, el 22 d'abril.
- 4 d'abril: Artefacte explosiu contra l'oficina de l'INEM situada a pocs metres de la Comandància Superior de Policia de Barcelona.
- 9 d'abril: Acció contra la Delegació d'Hisenda del barri de Sarrià de Barcelona.
- 11 d'abril: Atac coordinat amb explosius contra quatre delegacions d'Hisenda a Barcelona: Avinguda de Roma, Casc Antic, Les Corts i Gràcia.
- 21 d'abril: Artefacte explosiu contra una oficina del Banco Urquijo-Unión al barri de Sarrià de Barcelona.
- 22 d'abril: Detinguts dos militants de Terra Lliure a la rodalia de la caserna de la Guàrdia Civil a Sant Just Desvern.
- 1 de maig: Col·locació d'un artefacte explosiu als Jutjats de Vic.
- 2 de maig: Bomba-trampa a la façana del Banco Central a la carretera de Sants a Barcelona. Un Policia Nacional i un Guàrdia Civil resulten ferits de consideració en resposta a les tortures patides pels militants de Terra Lliure Sebastià Datzira i Marcel·lí Canet, en dependències de la Guàrdia Civil, i en resposta a les detencions d'un centenar d'independentistes els dies previs i durant la visita del rei espanyol a Barcelona, on va assistir a l'acte inaugural del Mil·lenari de la Independència de Catalunya.
- 9 de maig: Terra Lliure concedeix una entrevista al setmanari El Temps.
- 20 de maig: Artefacte explosiu contra un transformador elèctric a Benicàssim.
- 25 de maig: Artefacte explosiu contra l'estació elèctrica de Benidorm.
- 5 de juliol: Col·locació d'un artefacte explosiu al Banco Central del barri de Sarrià de Barcelona.
- 18 de juliol: Atac coordinat amb explosius contra l'INEM a Cornellà de Llobregat i Barcelona, contra el Banc d'Europa a Badalona, i oficines de FECSA a El Masnou.
- 23 de juliol: Col·locació d'un artefacte explosiu a un concessionari Renault a Barcelona.
- 28 de Juliol: Artefactes explosius contra la comissaria de la Policia Nacional al Prat de Llobregat i el Banco Urquijo a Barcelona.

## 1989
- 27 de febrer: Arefacte explosiu contra la Delegació d'Hisenda de Palma.
- 1 de març: Artefacte explosiu contra l'Oficina Francesa de Turisme a Barcelona.
- 10 de març: Acció contra una furgoneta de la companyia RENFE a Barcelona en protesta contra el TGV i l'impacte ambiental que provocaria.
- 26 d'abril: Artefacte explosiu contra una oficina de Banesto a Barcelona.
- 23 de maig: Acció contra el monument als caiguts franquistes a Porto Cristo (Mallorca).
- 8 de juliol: Artefacte explosiu contra les oficines del BBV a Barcelona.
- 15 de juliol: Artefacte explosiu que no esclata contra la Delegació d'Hisenda a Figueres.
- 11 de setembre: Artefacte explosiu contra la caserna de la Guàrdia Civil a Banyoles. Dos guàrdies civils resulten ferits de gravetat.
- 5 d'octubre: Acció contra el repetidor de TVE a Blanes.

## 1990
- 7 de febrer: Artefacte explosiu contra les oficines de l'INEM a Girona.
- 15 de febrer: Artefacte explosiu desactivat contra una oficina de FECSA de Barcelona.
- 26 de febrer: Artefacte explosiu desactivat contra una oficina d'ENHER a Barcelona. Artefacte explosiu desactivat contra una oficina de FECSA a Granollers.
- 9 de març: Artefactes explosius contra els Jutjats de Manresa, els Jutjats de Terrassa i els Jutjats de Badalona. Als Jutjats de Badalona s'hi col·loquen dos artefactes, un dels quals és desactivat.
- 21 de març: El membre de Terra Lliure Jordi Puig, resulta greument ferit en esclatar-li un artefacte dins del cotxe en què anava, davant la seu del Jutjat de Santa Coloma de Farners. L'explosió li va costar les dues cames.
- 7 d'abril: Artefacte explosiu contra el bust de Joan Carles I d'Espanya a Sant Cugat del Vallès.
- 8 d'abril: Comunicat de premsa reivindicant l'acció de la voladura del bust de Juan Carlos I i de l'acció realitzada a Olesa de Montserrat contra les companyies elèctriques.
- 12 d'abril: Artefacte explosiu desactivat contra una oficina de Banesto a Montblanc.
- 13 d'abril: Tres artefactes explosius desactivats a Girona, el primer a les oficines de Correus, el segon a la Delegació d'Hisenda i el tercer a l'oficina de l'INEM.
- 24 de maig: Artefacte explosiu contra la caravel·la Santa María, ancorada al port de Barcelona.
- 29 de maig: Comunicat de premsa reivindicant l'acció duta a terme contra la reproducció de la caravel·la de Colom, que estava ancorada al port de Barcelona.
- 30 de maig: Artefacte explosiu contra els Jutjats de Santa Coloma de Farners.
- 24 de juny: Dos artefactes explosius desactivats a Girona. L'un a una oficina de Banesto i l'altre a un contenidor proper a aquesta.
- 7 de juliol: Artefacte explosiu contra una oficina de l'INEM a Vilafranca del Penedès.
- 7 de setembre: Artefacte explosiu contra l'Oficina Francesa de Turisme a Barcelona.
- 8 de setembre: Artefacte explosiu contra el Bar Mérida, acusat de ser un centre de distribució de droga, a Barcelona.

## 1991
- 10 de maig: Artefacte explosiu contra les oficines de Telefónica a Lleida.
- 11 de maig: Artefacte explosiu contra les oficines de Telefónica a Girona.
- 6 de juliol: La IV Assemblea de Terra lliure fa pública la seva dissolució. Els presos de Terra Lliure, els comandos actius i les formacions polítiques satèl·lits a Terra Lliure rebutgen l'acord de Pere Bascompte i Àngel Colom, mentres que d'altres militants independentistes passen a formar part d'Esquerra Republicana de Catalunya
- 7 de juliol: Intent d'atac contra les oficines d'ACESA a Barcelona (no assumit per Terra Lliure).
- 8 de juliol: Detenció de sis independentistes acusats de militar a Terra Lliure a l'àrea de servei del Baix Ebre de l'autopista A-7.
- 11 d'octubre: Artefacte explosiu desactivat per la Guàrdia Civil contra l'Instituto Nacional de la Seguridad Social (INSS) a Girona.
- 19 de desembre: Artefacte explosiu contra els Jutjats de Menors i la seu de la inspecció de treball a Girona. També, un artefacte de Terra lliure va provocar importants destrosses als jutjats de Cervera. L'artefacte de fabricació casolana va esclatar a les 5.05 davant la porta principal dels jutjats d'instrucció de la capital de la Segarra.

## 1992
- 27 de febrer: Artefacte explosiu desactivat contra els Jutjats de Figueres.
- 3 de març: Artefacte explosiu contra una oficina de FECSA a Barcelona. Fet explotar pels artificiers.
- 15 de març: Artefacte explosiu contra els Jutjats de Sabadell.
- 25 de maig: Artefacte explosiu contra l'oficina de l'INEM del barri d'Horta de Barcelona. Artefacte explosiu contra l'oficina de l'INEM del barri de Sant Andreu de Barcelona desactivat per la Policia.
- 3 de juny: Col·locació d'un artefacte explosiu a la seu del PSOE a Badalona.
- 29 de juny: Artefactes explosius contra oficines de Banesto a Barcelona i a Girona. Artefacte contra l'Oficina Olímpica de Banyoles.
  - Matinada Inici de l'operació policial contra Terra Lliure coneguda com a Operació Garzón, amb la que es detenen una cinquantena d'independentistes a Catalunya i el País Valencià acusats de militar o col·laborar amb Terra Lliure (entre aquests militants del MDT, dels CSPC, la CUP, del PCC i ERC). Aquesta operació tingué tres fases: la primera fase, del 29 de juny al 14 de juliol, onze dies abans de celebrar-se la cerimònia inaugural dels Jocs Olímpics de Barcelona; la segona fase, el 25 de setembre, i la tercera fase, el de desembre, ambdues últimes fases després de la cloenda dels Jocs Olímpics de Barcelona. Al llarg de juliol i agost es realitzen nombroses mobilitzacions ciutadanes de suport als detinguts i contra la tortura i la repressió policial que pateixen els detinguts.

Els primers detinguts de l'Operació Garzón foren Josep Musté i Nogué a Girona, Ferran Ruiz i Martos a Vic, Joan Antoni Rocamora i Aguilera a Barcelona i Jordi Bardina i Vilardell, David Martínez i Sala, Esteve Comelles i Grau i Teresa Mas i Lozano (alliberada posteriorment) a Manresa. Posteriorment la Guàrdia Civil va intervenir bombones de càmping, 2 revòlvers del calibre 22 i 61 cartutxos del mateix calibre, 5 temporitzadors de diferents tipus, 7 detonadors lents; 28 quilos de cloratita i diversos productes químics per a fabricar bombes.
- 1 de juliol: Detencions de Jaume Oliveras i Maristany, Vicenç Conca i Ferruz, Ramon López i Iglesias i Josep Maria Granja i Vilalta en la primera fase de l'Operació Garzón.[12]
- 2 de juliol: Detenció de Francesc Xavier Tolosana i Arriaga en la primera fase de l'Operació Garzón.[13]
- 4 de juliol: Detencions de Marcel Dalmau i Brunet, Carme Turró (alliberada posteriorment) i Dolors Bellés (alliberada posteriorment) en la primera fase de l'Operació Garzón.
- 5 de juliol: Detencions d'Andreu Cabot i Oriol Montserrat com a presumptes autors de la col·locació d'un artefacte explosiu que va afectar una furgoneta de Correus.
- 6 de juliol: Detenció d'Antoni Infante, Eduard Lòpez i Domènech, Francesc Puy i Cuevas, Ramon Piqué i Huertas, Eduard Pomar i Pérez, Artur Escútia i Espert, Vicent Coll i Pitarch i Josep Poveda i Llanas en la primera fase de l'Operació Garzón.
- 7 de juliol: Detencions d'Oriol Martí, Carles Bonaventura i Cabanes, Xavier Ros i González, Xavier Puigdemont i Sitjà, Xavier Alemany, Oriol Malló i Vilaplana, Joan Durà i Guillem de Pallejà i Ferrer-Cajigal, en la primera fase de l'Operació Garzón.
- 9 de juliol: Detencions de Jordi Manyé, Marc Vila i Enric Cot en la primera fase de l'Operació Garzón.[14]
- 14 de juliol: Detencions de Jeroni Salvador i Baca i Àngel Pitarch i Soriano en la primera fase de l'Operació Garzón.[15]
- 25 de setembre: Detencions de Miquel Casals i Fernández, Lluís Quintana i Antoni Capdevila i Tarradellas en la segona fase de l'Operació Garzón.[16]
- 8 de desembre: Detencions de Jordi Vera i Arús, Salvador Soutullo, Agustí Cerdà i Gustau Navarro (ordenades pel magistrat Carlos Bueren) en la tercera i última fase de l'Operació Garzón.[17]
- 9 de desembre: L'independentisme combatiu es manifesta en contra de les vies de delació i reinserció propugnades per Àngel Colom i Esquerra Republicana de Catalunya.

## 1993
- 26 de juny: Pere Bascompte abandona Esquerra Republicana de Catalunya per discrepàncies amb Àngel Colom.

## 1994
- 11 de maig: Jaume Oliveras i Maristany surt de presó en llibertat sota fiança. Havia sigut detingut l'1 de juliol de 1992 en l'Operació Garzón.

## 1995
- 4 d'abril: Macrojudici contra 25 independentistes catalans detinguts en l'Operació Garzón.
- 11 de juliol: L'Audiència Nacional condemna els processats en el macrojudici, tot i que en recomana l'indult. Els primers presos surten de presó.
- 1 de setembre: Publicació de l'últim "Alerta: portaveu de Terra Lliure" (publicació informativa mensual sobre l'organització armada), en què s'anunciava la dissolució definitiva de Terra Lliure.
- 11 de setembre: La III Assemblea de Terra Lliure fa públic el "Manifest de Terra Lliure", en què anuncia la dissolució de l'organització armada. Aquest és l'últim document públic atribuïble a Terra Lliure. La dissolució de la III Assemblea va realitzar-se sense consultar els presos de l'organització i sense el coneixement d'aquests. Els presos acaben essent alliberats, alguns fins i tot després de negar-se a tota mesura de benefici penitenciari.
- Setembre: Publicació de "Terra Lliure, elements per a un balanç", document anònim que recull parcialment el comunicat de dissolució de Terra Lliure, la justifiació de la dissolució o una valoració positiva i d'errors de l'experiència de la banda armada.[18]

## 1996
- 8 de març: Surten indultats de presó dos militants de Terra Lliure. En declaracions a la premsa manifesten el "rebuig cap a totes aquelles persones que han volgut que ens reinsertessin durant tot aquest temps".
- 20 de juliol: Surt de presó Guillem Godó i Blasco, militant de Terra Lliure empresonat i que mai s'avení a cap mesura de reinserció. Carles Sastre i Benlliure obté el règim obert malgrat no avenir-se a la reinserció.

## 2004
- 2 de novembre: El Tribunal Europeu dels Drets Humans fa pública la sentència,[19] que obligà a l'Estat espanyol a indemnitzar a cada denunciant amb 8.000 euros (120.000 euros en total) i a pagar els costos generats pel procés legal (12.009 euros), a causa de les mateixes tortures[20] i de la no investigació de les denúncies de tortures fetes pels detinguts.[21][22]
- 3 de novembre: L'advocat Sebastià Salellas va comparèixer amb els afectats per la sentència del Tribunal d'Estrasburg, que condemnava la no-investigació de les tortures denunciades en l'Operació Garzón.
- 18 de novembre: Tingué lloc la vista a Estrasburg, en què es declarà el cas "admissible".[23]

## 2006
- Maig: L'Audiència de Barcelona condemna l'exmembre de Terra Lliure Guillem Godó i Blasco 21 anys i mig a presó per la col·locació d'almenys deu artefactes explosius de fabricació casolana en entitats bancàries, un edifici d'Hisenda i un repetidor de Telefónica de Barcelona.

## 2007
- 14 d'abril: El Canal 33 emet "Terra Lliure, punt final", el primer documental que explica la història completa de l'organització armada, des del seu naixement fins a la seva dissolució definitiva. "Terra Lliure, punt final" és una coproducció de Televisió de Catalunya amb Batabat, dirigida per David Bassa i Cabanas.[24][25]
- 25 de juliol: El Tribunal Suprem eleva de 21 anys i mig a 23 la pena de presó a l'exmembre de Terra Lliure Guillem Godó i Blasco.[26]

## 2008
- 17 de gener: Tres ex-alumnes de la Universitat Ramon Llull, Marc Balfagón, Jordi Sanglas i Marc Parramon, i el seu professor, Oriol Gispert, presenten a la Facultat de Comunicació Blanquerna el documental "Retorn a la terra lliure", coproduït per Televisió de Catalunya en què hi entrevisten per primer cop el militant Quim Pelegrí. Al cap d'uns dies els autors del documental asseguren que TV3 s'havia compromès a emetre'l aviat, però que, després de la polèmica sobre el documental "Terra Lliure, punt final", no l'emetrà fins passades les eleccions espanyoles, el 9 de març, per evitar crítiques més dures d'alguns partits polítics i del Consell de l'Audiovisual de Catalunya.[27]
- 14 de març: TV3 emet "Retorn a la terra lliure", un documental en què, segons els mateixos autors, "Hem parlat a bastament amb cinc dels fundadors, ideòlegs i militants actius d'aquella organització: Carles Sastre, Josep Serra "Cala", Carles Benítez, Quim Pelegrí i Carles Castellanos. Hem volgut saber què pensaven llavors i què en pensen ara". El documental és una coproducció de Televisió de Catalunya amb La Lupa Produccions i amb la col·laboració de l'Institut Català de les Indústries Culturals.[28]

## 2010
- 24 d'abril: 17 dels 38 detinguts de l'Operació Garzón publiquen una carta a El Punt[29] arran de la imputació per prevaricació al jutge Baltasar Garzón, on recorden la seva detenció, les denúncies per tortures que aquest jutge mai va voler investigar, i critiquen el tracte de víctima que es donava al magistrat després de ser imputat.